# Emile Hemmen
Pour les articles homonymes, voir Hemmen (homonymie) et Hemmen.
 (mars 2017).
Emile Hemmen, né le 6 décembre 1923 à Sandweiler (Luxembourg) et mort le 8 janvier 2021, est un poète-écrivain luxembourgeois à l'origine d'une quarantaine d'ouvrages en trois langues différentes : français, allemand et luxembourgeois. 

## Biographie
Emile Hemmen est né à Sandweiler. Résistant (LPL - Ligue patriotique luxembourgeoise) et réfractaire (1942-1943) pendant l'occupation nazie, il a commencé en 1943 à écrire des poèmes en langue luxembourgeoise, sa langue maternelle. Plus tard il écrit en langue allemande des nouvelles, des recueils de poésies et un roman en langue allemande Die Wahl relatant les bouleversements sociaux et politiques des années 1930 et 1940. De nombreux textes ont été publiés et traduits dans des anthologies et des revues littéraires. 
Depuis les années 1960, Emile Hemmen s'engage en faveur de la culture et de la littérature française au Luxembourg. Dans les années 1980 il aborde des sujets comme la mélancolie, l'éphémère, la nature et l'histoire pour illustrer la fatalité et la futilité de l'existence humaine. Il a exercé la profession d'enseignant de 1945 à 1958. Après ses études universitaires  à Paris, il a été pendant deux ans attaché au ministère de l'Éducation nationale à Luxembourg. À partir de 1969 il est Directeur de l'Institut médico-professionnel avant de devenir directeur du Centre de Réadaptation à Capellen jusqu'à sa retraite en 1984.

## Publications[3]
- 1948 : Mei Wé (Gedichtsammlung), Imprimerie St. Paul,
- 1950 : Lîcht a Schied (Erzielungen), Imprimerie St. Paul
- 1955 : Begegnungen, Ney-Eicher, Esch-Uelzecht
- 1956 : Die Maschine, Ney-Eicher, Esch-Uelzecht
- 1957 : Die Ratte, Ney-Eicher, Esch-Uelzecht
- 1958 : Ein Heimkehrer, Ney-Eicher, Esch-Uelzecht
- 1959 : 2 Novellen (Die Flut / Das Tier), Ney-Eicher, Esch-Uelzecht
- 1960 : 3 Novellen (Der Zeitungsmann / Die Erbin / Ein Tagebuch), Imprimerie Ney-Eicher, Esch-Uelzecht
- 1960 : Gérard de Nerval, Nouvelle, Imprimerie Bourg-Bourger
- 1981 : Innere Spuren (Gedichte), CDR / Cap
- 1981 : A hauteur d'homme (Poèmes), CDR / Cap
- 1982 : Messages croisés (Poèmes), CDR / Cap
- 1982 : L’œil-piège (Poèmes), CDR / Cap
- 1982 : Ausschnitte (Gedichte), CDR / Cap
- 1983 : Le temps d'un dire (Poèmes), CDR / Cap
- 1984 : Souffles partagés, Impr. Véré (Lille)
- 1986 : Terre - racines avec l'artiste-peintre Roger Bertemes, Éditions André Biren Paris (édition bibliophile)
- 1989 : J'écoute tes yeux, avec l'artiste-peintre Henri Kraus / Éditions PHI Echternach (édition bibliophile)
- 1990 : Ballade en blanc, avec l'artiste-peintre François Schortgen / Éditions de la Galerie de Luxembourg (édition bibliophile)
- 1991 : Tambours, avec l'artiste-peintre Émile Kirscht / Éd. Émile Borschette, Impr. J. Beffort (édition bibliophile)
- 1991 : Au dire de l'arbre, avec l'artiste-peintre Raymond Weiland / Éditions PHI Echternach (édition bibliophile)
- 1991 : Feu de haute voix, Éditions Alcatraz Press Auxerre France
- 1996 : Heures de cendre (Poèmes), Michel Frères (Virton)
- 1996 : Ciels sans abris, avec l'artiste-peintre Nico Thurm / Éditions PHI Echternach (édition bibliophile)
- 1998 : À te figer, lumière (Poèmes), Michel Frères (Virton)
- 2000 : Die Wahl : Roman, Bertrange, Rapidpress, 2000 (ISBN 287996962X et 9782879969626, OCLC 314285168, lire en ligne).
- 2000 : Même souffle pour deux voix, avec l'artiste-peintre Marc Frising / Harlange / Luxembourg (édition bibliophile)
- 2003 : White jeans, Éditions Alpha Presse Sulzbach, Deutschland
- 2003 : Relire le livre d'heures, Hudson River Press, New York
- 2003 : Repainting memory, Poems, traduit en français Repeindre la mémoire par Janine Goedert, Igneus Press, Bedford New Hampshire
- 2004 : A l'heure des sources, avec l'artiste-peintre Georges Le Bayon Editions Buschmann, Trêves (édition bibliophile)
- 2004 : Histoires de soifs (poèmes), Éd. Phi, Esch-Uelzecht  (ISBN 2-87962-189-5)
- 2006 : Jeux de pistes - Fährtenspiele, Verl. im Wald (Rimbach)  (ISBN 978-3-929208-85-6)
- 2007 : L'Arbre chauve, Éditions Estuaire Collection 99  (ISBN 978-2-9599704-2-9)
- 2008 : Anthologie Emile Hemmen, Poète, Éditions mediArt  (ISBN 978-2-9599-749-7-7)
- 2011 : Derniers retranchements, Livre d'artiste édité par mediArt, avec l'artiste François Schortgen (édition bibliophile)
- 2011 : Treibholz, Éditions Alpha Presse Sulzbach, avec le CD Die Sprechdose
- 2013 : Aus dem nackten Schweigen gehen, texte d'Emile Hemmen, illustrations par Petra M. Lorenz, Éditions S'Art S.A., Palma de Mallorca
- 2013 : Nocturnes, poèmes d'Emile Hemmen, CD Nocturnes - Frédéric Chopin interprété au Centre Culturel de rencontre Abbaye Neumünster par le pianiste Romain Nosbaum en août 2013, Éditions mediArt  (ISBN 978-99959-817-1-6)
- 2014 : Dans le miroir du temps, Éditions Estuaires Collection Hors série no 4  (ISBN 978-99959-749-3-0)

## Publications dans des anthologies

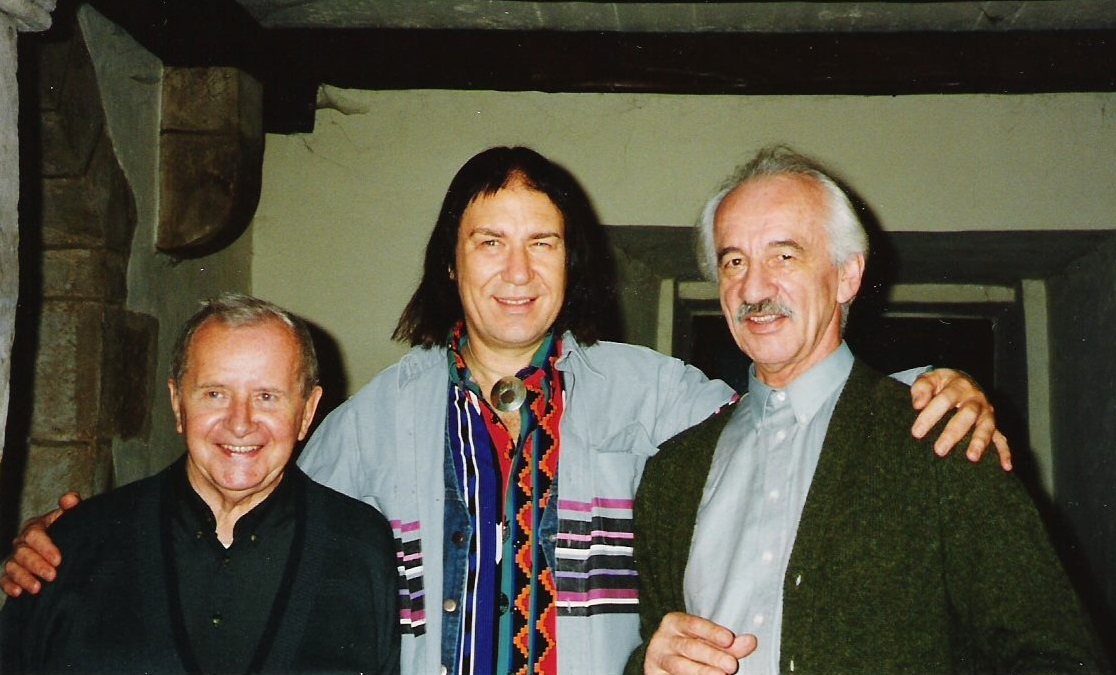
Emile Hemmen, Barney Bush, Nic Klecker

- 1952 : Livre d'Or de la Résistance Luxembourgeoise 1940-1945, p. 519
- 1955 : Rappel de la Résistance du 15 au 22 mai LPPD -Ligue vun de Politeschen Prisonnéier an Déportéerten)
- 1967 : Geschichte der Luxemburger Mundartdichtung, vol. 2, p. 213
- 1968 : Almanach Culturel
- 1972 : Rappel - 25 Joer LPPD
- 1978 : Droits de l'Homme /Amnesty International
- 1983 : Au-delà du désespoir/, Centre de Réadaptation Capellen
- 1984 : Dialogues, Centre de Réadaptation Capellen
- 1985 : Partages, Centre de Réadaptation Capellen (3 éditions de luxe - Conception littéraire : Emile Hemmen)
- 1985 : Die Ganze Welt Anthologie (BECb CBET) Russland
- 1988 : Poésie luxembembourgeoise / Moscou
- 1992 : La poésie luxembourgeoise contemporaine / Struga / Macédoine
- 1995 : Intercity (anthologie en trois langues) éditée par le Lëtzeburger Schrëftstellerverband
- 1997 : Journées littéraires de Mondorf
- 1999 : Randwort / Saarbrücker Literaturtage
- 1999 : Anthologie Luxembourgeoise de Jean Portante, Écrits des Forges (Canada) et Éditions Phi (Luxembourg)
- 1999 : La Francophonie du Grand-Duché de Luxembourg, Europe Centre - Orientale de Frank Wilhelm
- 2000 : Devant le monde, le poète, Éditions Alzieu - France
- 2004 : Anthologie de littérature luxembourgeoise de langue française / Roumanie
- 2005 : Le Mur, Éditions Estuaires
- 2006 : La femme dans la littérature au Luxembourg, Initiative Plaisir de lire
- 2007 : Quatre artistes, quatre poètes, quatre pays, quatre saisons x 3, Éditions mediArt - Le migrateur sourcier
- 2008 : Résistance aux guerres par animation Globale du Luxembourg Belgique - Témoignage poème
- 2011 : Kolléisch's Jongen am Krich, p. 333, Réminiscences
- 2016 : L'Alchimie des pigments / média graphique à Rennes, Éditions Folle Avoine Yves Prié

## Publications dans des magazines

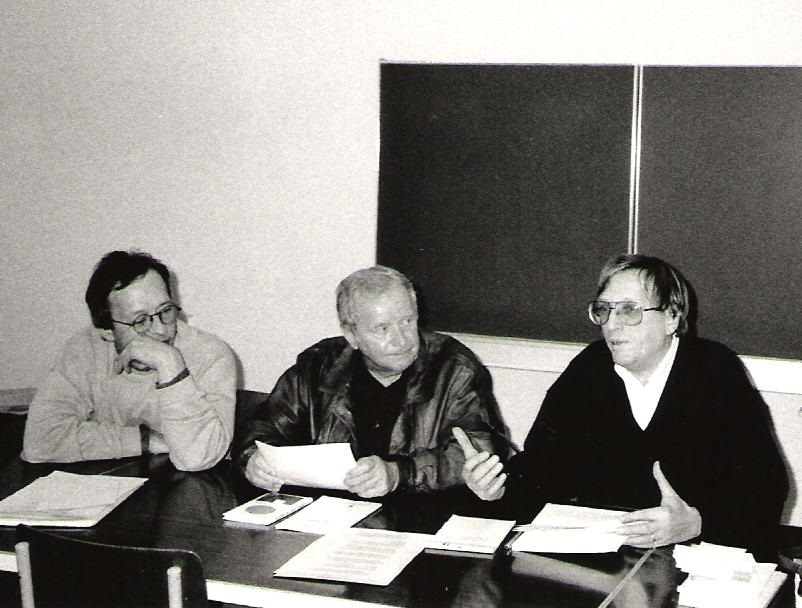
René Welter, Emile Hemmen, Gaspard Hons

- 1948 -1981 : Rappel de la Résistance du 15 au 21 mai Luxembourg
- 1960 : Le Phare pages culturelles du Tageblatt, Luxembourg
- 1983 : An Dann Capellen, Luxembourg
- 1985 : BECb CBET, Moscou
- 1986 - 2009 : Revue Estuaires, Luxembourg
- 1988 : Du verbe à l'acte, Luxembourg
- 1988 : Revue Alsacienne , France
- 1989 : Mémorial Publication Mosellane, Éditions Martin Gerges, Luxembourg
- 1991 : Orée, France
- 1992 : Pollen d'Azur no 2, France
- 1992 : Revue macédonienne, Struga
- 1994 : Les Cahiers  luxembourgeois, Luxembourg
- 1994 : Die Brücke no 96, Allemagne
- 1995 : Totem Éléphant, France
- 1996 : Journal des Poètes, Belgique
- 1997 : Pollen d'Azur, Belgique
- 1998 : L'Arme de l'écriture, France
- 1999 : The Café review, États-Unis
- 2000 : L'Arme de l'écriture  France
- 2000 : Das Gedicht, Allemagne
- 2001 : Mir perewoda, Saint-Pétersbourg
- 2001 : Le matin déboutonné no 2-3, France
- 2002 : Estuaires no 44-45, Luxembourg
- 2002 : The Love Book, États-Unis
- 2004 : Comme une promesse, Luxembourg
- 2005 : Le Mur édition de tête, Luxembourg
- 2007 : Matrix, Allemagne
- 2007 : réCré Éditions Apess, Luxembourg
- 2007 : Les Cahiers de Poésie, France
- 2007 : Spéred Gouez no 14, Bretagne, France
- 2007 : Transilvania, Roumanie

## CD, film, composition musicale
- 1950 : Composition musical du pianiste et compositeur Pierre Nimax Sr. avec différents poèmes d'Émile Hemmen
- 2011 : CD Alpha Presse Sulzbach Deutschland / Die Sprechdose / Klangschale / Klavieraufnahme von Kasia Lewandowska
- 2013 : Nocturne, poèmes d'Émile Hemmen  (ISBN 978 99959-817-1-6), Éditions médiArt - Musek Nocturnes de Frédéric Chopin - interprété par le pianiste Romain Nosbaum au Centre Culturel Abbaye Neumünster
- 2016 : CNL - Le poème, mis en musique, Noise Watchers Unlimited Compositeur Jean Halsdorf / Poème Nocturne VI tiré du recueil Nocturne, E. H. Création mondiale par Laurie Dondelinger / soprano et Annie Kraus
- Film Heim ins Reich, réalisateur Claude Lahr (lb), documentaire luxembourgeois primé par l'UNESCO, Site Témoignage d'Emile Hemmen, résistant - réfractaire sous l'occupation allemande 1940-1944

## Mentions et Distinctions
- 1959 : Prix Huberty - Garnier  projet pédagogique, Luxembourg
- 1972 : Lauréat du Concours international de la Francophonie, France
- 1978 : Lauréat du Concours Amnesty International, Luxembourg
- 1983 : Lauréat du Concours littéraire national de poésie, France
- 1984 : Grand Prix Onitis pour Souffles partagés, France
- 1995 : Lauréat du Concours interrégional LSV (Lëtzeburger schrëftstellerverband)